# Aleksey Yermolayevich Evert
Aleksei Evert (Алексей Эверт, sinh ngày 4 Tháng 3 năm 1857 mất ngày 10 tháng 5 năm 1926) là một đại tướng của quân đội đế quốc Nga, ông nổi tiếng khi giữ chức tự lệnh Phương diện quân Tây (Nga) trong Cuộc tổng tấn công của Brusilov.
Evert gia nhập quân đội vào năm 1876 sau khi tốt nghiệp Trường Quân sự Alexander. Từ năm 1882- 1886, ông làm tham mưu cho sư đoàn bộ binh 3.
Trong chiến tranh Nga-Nhật, ông làm tham mưu trưởng Tập đoàn quân Mãn Châu 1.
Từ năm 1908, ông chỉ huy Quân đoàn 13.